# Gyrosteus mirabilis
Gyrosteus mirabilis è un pesce osseo estinto, appartenente agli acipenseriformi. Visse nel Giurassico inferiore (Toarciano, circa 185 - 180 milioni di anni fa) e i suoi resti fossili sono stati ritrovati in Inghilterra e in Germania. 

## Descrizione
Questo pesce è noto solo per resti fossili molto incompleti, rinvenuti nella regione del Dorset, in Inghilterra. Dal raffronto con le forme simili, come Chondrosteus, si ipotizza che Gyrosteus fosse un pesce dal corpo piuttosto robusto, dal cranio dotato di uno scudo ben sviluppato formato da forti ossa. Le dimensioni erano notevoli: la sola porzione ossificata della iomandibola superava i 50 centimetri di lunghezza, e si suppone che l'animale intero dovesse superare i 5 metri.

## Classificazione
Gyrosteus è stato descritto per la prima volta dal grande paleontologo svizzero Louis Agassiz, nella monumentale opera "Recherches sur les poissons fossiles". Secondo le analisi filogenetiche più recenti (Hilton e Forey, 2009) Gyrosteus e i suoi stretti parenti sono considerati i più arcaici fra gli acipenseriformi, ancestrali a un gruppo costituito dagli storioni (Acipenseridae), dai pesci spatola (Polyodontidae) e da altre forme estinte (Peipiaosteidae). Un'altra forma assai simile, Strongylosteus, è stata ritrovata in Germania in terreni della stessa epoca.